# Sophiornithidae
A Sophiornithidae a madarak (Aves) osztályának egyik fosszilis családja. Lehet, hogy a család a bagolyalakúak (Strigiformes) rendjébe tartozik.

## Tudnivalók
A Sophiornithidae család házi tyúk méretű ragadozó madarakból állt. Ezek Európa területén éltek a paleocén és eocén korok idején. Ősi bagolyalakúaknak tekintik ezeket a madarakat.
A Franciaországban felfedezett Berruornis nem, amely a késő paleocéntől a késő eocénig vagy kora oligocénig élt, és a Quercy-i Palaeotyto és Palaeobyas nemek, néha ebbe a családba vannak sorolva. Lehet, hogy a Berruornis egy nagyon ősi bagolyféle, de nem ehhez a családhoz tartozik, míg a Palaeotyto a gyöngybagolyfélék családjába helyezendő. A Strigogyps nemet korábban ide sorolták, de azóta többször is áthelyezték (Alvarenga & Höfling 2003, Mayr 2005, Peters 2007). A legutóbbi tanulmányozások szerint a Strigogyps az Ameghinornithidae család tagja. Lehet, hogy a darualakúakhoz tartozik az Ameghinornithidae család.

### Fordítás
- Ez a szócikk részben vagy egészben  a   Sophiornithidae című angol Wikipédia-szócikk fordításán alapul.  Az eredeti cikk szerkesztőit annak laptörténete sorolja fel. Ez a jelzés csupán a megfogalmazás eredetét és a szerzői jogokat jelzi, nem szolgál a cikkben szereplő információk forrásmegjelöléseként.